# تدين علماني
التدين العلماني هو نظام عقيدة مشتركة يرفض أو يتجاهل في كثير من الأحيان الجوانب فوق الطبيعية للظواهر الخارقة، والتي ترتبط عادةً بالدين التقليدي، يضع عوضًا عن ذلك الصفات الدينية النموذجية في الكيانات الأرضية. من الأنظمة التي صُنفت كأديان علمانية، الرأسمالية، والشيوعية، والجوتشية، واللاسلطوية، والفاشية، والقومية، والديمقراطية، والملكية، وسياسة المحافظة، والرجعية، والليبرالية، وما بعد الإنسانية، وديانة أوغست كونت الإنسانية، وطوائف المنطق والكائن الأسمى الذي نشأت بعد الثورة الفرنسية.

## الدين السياسي
تتعلق نظرية الدين السياسي بالأيديولوجيات الحكومية التي يكون دعمها الثقافي والسياسي قويًا إلى درجة يقال إنها تصل إلى قوة مكافئة لتلك الموجودة في دين الدولة، والتي غالبًا ما تُظهر أوجه تشابه كبيرة نظريًا وعمليًا. يحمل الدين السياسي، بالإضافة إلى الأشكال الأساسية للسياسة، مثل البرلمان والانتخابات، جانبًا من جوانب «التقديس» المتعلقة بالمؤسسات الموجودة داخل النظام، ويوفر التدابير الداخلية التي تشكل منطقة دينية، مثل الأخلاقيات، والقيم، والرموز، والأساطير والخرافات، والطقوس، والأنماط البدائية، وعلى سبيل المثال، تقويم الشعيرة الدينية الوطني.
التزمت المنظمات الدينية السياسية، مثل الحزب النازي، بإضفاء مثالية السلطة الثقافية والسياسية على البلاد ككل. لم تعد هيئة الكنيسة التابعة للدولة تسيطر على ممارسات الهوية الدينية. لهذا السبب، واجهت العديد من المنظمات السياسية والدينية النازية لاعتبارها دينًا سياسيًا، بناءً على الهيمنة التي امتلكها النظام النازي. تتنافس الأديان السياسية عمومًا مع الأديان التقليدية القائمة، وتحاول استبدالها أو إبادتها. أُعطي المصطلح أهمية إضافية من قبل العالم السياسي هانز ماير.
قد تكون المجتمعات الشمولية أكثر ميلًا للدين السياسي، لكن وصف العديد من العلماء ميزات الدين السياسي حتى في الديمقراطيات، مثل الدين المدني الأمريكي كما وصفه روبرت نيلي بيلا في عام 1967.
يُعتبر مصطلح الدين السياسي أحيانًا مرادفًا للدين المدني، لكن رغم أن بعض العلماء يستخدمون المصطلحين بشكل متكافئ، يرى آخرون تمييزًا مفيدًا، باعتبار «الدين المدني» أضعف، فهو يعمل كقوة موحدة اجتماعيًا ومحافِظة بشكل أساسي، بينما الدين السياسي هو تحول جذري وتنبؤي. 

### نظرة عامة
يعتمد مصطلح الدين السياسي على ملاحظة أن الأيديولوجيات السياسية أو النظم السياسية تُظهر في بعض الأحيان ميزات مرتبطة بالدين بشكل شائع. الباحثون الذين درسوا هذه الظواهر هم ويليام إي. كونولي في العلوم السياسية، كريستوف دويتشمان في علم الاجتماع، إميليو غينتايل في التاريخ، أوليفر أودونوفان في إلهيات، وآخرون في علم النفس. يحتل الدين السياسي غالبًا نفس المساحة الأخلاقية والنفسية والاجتماعية التي يحتلها الدين التقليدي، ونتيجةً لذلك، غالبًا ما يزيح أو يتبنى المنظمات والمعتقدات الدينية القائمة. العلامة المميزة للدين السياسي هي تقديس السياسة، على سبيل المثال، الشعور الديني الذي يغمر الفرد عند خدمة بلده، أو الإخلاص تجاه الآباء المؤسسين للولايات المتحدة. رغم أن الدين السياسي قد يتبنى الهياكل الدينية أو الرمزية الموجودة، لا يملك بحد ذاته أي عناصر روحانية أو ثيوقراطية مستقلة–فهو علماني بشكل أساسي، ويستخدم المواضيع والأساليب الدينية لأغراض سياسية، إذا لم تعارض الإيمان الديني بشكل صريح. نموذجيًا، يعتبر الدين السياسي علمانيًا، لكن الأشكال الأكثر جذرية منه هي أيضًا متعالية. 

### أصل النظرية
يرى فيلسوف القرن الثامن عشر جان جاك روسو (1712-1778) أن جميع المجتمعات بحاجة إلى دين لتوحد البشر معًا. تميل المسيحية إلى إبعاد البشر عن الأمور الدنيوية، لذلك دعا روسو إلى «دين مدني» يخلق الروابط اللازمة للوحدة السياسية في جميع أنحاء الدولة. يرى عالم اللاهوت البروتستانتي السويسري أدولف كيلر (1872-1963) أن الماركسية في الاتحاد السوفيتي تحولت إلى دين علماني. كتب الفيلسوف السياسي ألماني الأصل إريك فويغيلين، قبل الهجرة إلى الولايات المتحدة، كتابًا بعنوان الأديان السياسية. قُدمت إسهامات أخرى بمجال «الدين السياسي» (أو المصطلحات المتعلقة به مثل «الدين العلماني» أو «الدين العام») من قبل لويجي ستورزو (1871-1959)، وبول تيليش (1886-1965)، وجيرهارد ليبهولز ( 1901-1982)، وفالديمار غوريان (1902-1954)، وريمون آرون (1905-1983) ووالتر بنيامين (1892-1940). رأى البعض أن هذه «الأديان» كانت ردًا على الفراغ الوجودي والعدمية التي سببتها الحداثة والمجتمع الجماهيري ونهوض الدولة البيروقراطية، وفي الأديان السياسية وصل «التمرد ضد دين الله» إلى ذروته. وصفوها أيضًا باسم «الأديان الزائفة»، و«الأديان البديلة»، و«الأديان الوكيلة»، و«الأديان التي يتلاعب بها الإنسان» و«المعادية للأديان». لاحظ العالم السياسي في جامعة ييل خوان خوسيه لينتس وآخرون أن علمنة القرن العشرين خلقت فراغًا يمكن ملؤه بإيديولوجية تدّعي أنها تتمسك بقضايا أخلاقية ومتطابقة، ما يجعل الأديان السياسية القائمة على الشمولية والكونية والبعثات المسيحية (كالقدر المتجلي) ممكنة.
بدأت مجلة أكاديمية تحمل اسم «الحركات الشمولية والأديان السياسية» النشر في عام 2000. تم تغيير اسمها إلى السياسة والدين والإيديولوجيا في عام 2011. أُسست من قبل تايلور وفرانسيس.

### الجوانب النموذجية
تتضمن الصفات الأساسية غالبًا (لا تتواجد جميعها دائمًا) التي يشاركها الدين السياسي ما يلي:
- الهيكلية
  - التمييز بين الذات والآخر، وتشويه سمعة الآخر (في الأديان السماوية، عادةً ما يعتمد التمييز على الالتزام ببعض العقائد وسلوكيات اجتماعية معينة؛ في الدين السياسي، قد يكون التمييز قائمًا على أسس مثل الجنسية أو السلوكيات الاجتماعية أو العضوية في الأحزاب السياسية «العدو»، بدلًا من ذلك).
  - قيادة متعالية، إما ذات اتجاهات مسيحية أو غالبًا ما تكون شخصية جذابة.
  - هياكل تنظيمية هرمية قوية.
  - التحكم بالتعليم، لضمان الأمن والاستمرار وتبجيل النظام الحالي.
- الإيمان.
  - نظام إيمان متماسك لفرض المعنى الرمزي على العالم الخارجي، مع التركيز على الأمن من خلال الإيمان بالنظام.
  - التعصّب تجاه الأيديولوجيات الأخرى من نفس النوع.
  - درجة من الطوباوية.
  - الإيمان بأن الإيديولوجية طبيعية أو واضحة إلى حدٍ ما، بحيث يُعتبر (على الأقل بالنسبة لمجموعات معينة من الناس) الذين يرفضونها بطريقة ما «عميان».
  - رغبة حقيقية من جانب الأفراد لضم الآخرين إلى القضية.
  - الاستعداد لوضع الغاية قبل الوسيلة - على وجه الخصوص، الاستعداد (بالنسبة للبعض) لاستخدام العنف و/أو الاحتيال لتحقيق الغاية.
  - الإيمان بالقضاء والقدر—أي الإيمان بأن الأيديولوجية ستنتصر حتمًا في النهاية.

لا توجد جميع هذه الجوانب في كل دين سياسي؛ هذه ليست سوى قائمة ببعض الجوانب الشائعة.

### الولاء المطلق
الولاء للدولة أو الحزب السياسي وقبول أيديولوجية الحكومة/الحزب أمران أساسيان. يجوز طرد المنشقين أو نبذهم أو ممارسة التمييز ضدهم أو سجنهم أو «إعادة تثقيفهم» أو قتلهم. قد يكون قسم الولاء أو العضوية في حزب سياسي مهيمن مطلوبًا للتوظيف أو الحصول على خدمات حكومية أو روتينية. قد يُعتبر نقد الحكومة جريمة خطيرة. يمكن أن يتراوح العقاب من نبذ الفرد من قبل جيرانه إلى الإعدام. في الدين السياسي، أنت إما مع النظام أو ضده.

### أسطورة الأصل
تعتمد الأديان السياسية غالبًا على أسطورة الأصل التي قد يكون لها بعض الأسس التاريخية لكنها عادةً ما تُعتبر مثالية ومقدسة. يمكن تبجيل القادة الحاليين باعتبارهم أحفاد للآباء الأصليين. قد تكون هناك أيضًا أماكن مقدسة أو أضرحة تتعلق بأسطورة الأصل.